# WTA Тур 2010
WTA Тур 2010 е 41-вият сезон от професионални турнири по тенис за жени, организиран от Женската тенис асоциация през 2010 г. Той включва четирите турнира от Големия шлем, всички турнири от категориите „Висши“ и „Международни“, Шампионата на WTA Тур и Шампионския турнир.

## График
Пълен списък на турнирите на Женската тенис асоциация през сезон 2010. Данните представят прогреса на състезателките от четвъртфиналната фаза.

### Легенда
| Голям шлем               |
| Категория „Висши“        |
| Категория „Международни“ |
| Шампионат на WTA Тур     |
| Шампионски турнир        |

### Януари
| Дата                | Турнир                                            | Шампионка                        | Резултат            | Финалистка                       | Полуфиналистки                   | Четвъртфиналистки                                                     |
| ------------------- | ------------------------------------------------- | -------------------------------- | ------------------- | -------------------------------- | -------------------------------- | --------------------------------------------------------------------- |
| 4 януари            | Бризбейн Интернешънъл 2010 Бризбейн, Австралия    | Ким Клейстерс                    | 6–3, 4–6, 7–6(6)    | Жюстин Енен                      | Андреа Петкович Ана Иванович     | Луцие Шафаржова Даниела Хантухова Анастасия Павлюченкова Мелинда Цинк |
| 4 януари            | Бризбейн Интернешънъл 2010 Бризбейн, Австралия    | Андреа Хлавачкова Луцие Храдецка | 2–6, 7–6(3), [10–4] | Мелинда Цинк Аранча Пара Сантоня | Андреа Петкович Ана Иванович     | Луцие Шафаржова Даниела Хантухова Анастасия Павлюченкова Мелинда Цинк |
| 4 януари            | Ей Ес Би класик 2010 Окланд, Нова Зеландия        | Янина Викмайер                   | 6–3, 6–2            | Флавия Пенета                    | Франческа Скиавоне Шахар Пеер    | Доминика Цибулкова Ализе Корне Кимико Дате Мария Кириленко            |
| 4 януари            | Ей Ес Би класик 2010 Окланд, Нова Зеландия        | Кара Блек Лизел Хубер            | 7–6(4), 6–2         | Натали Грандин Лора Гранвил      | Франческа Скиавоне Шахар Пеер    | Доминика Цибулкова Ализе Корне Кимико Дате Мария Кириленко            |
| 11 януари           | Медибанк Интернешънъл Сидни 2010 Сидни, Австралия | Елена Дементиева                 | 6–3, 6–2            | Серина Уилямс                    | Араван Резаи Виктория Азаренка   | Вера Душевина Флавия Пенета Доминика Цибулкова Динара Сафина          |
| 11 януари           | Медибанк Интернешънъл Сидни 2010 Сидни, Австралия | Кара Блек Лизел Хубер            | 6–1, 3–6, [10–3]    | Татяна Гарбин Надя Петрова       | Араван Резаи Виктория Азаренка   | Вера Душевина Флавия Пенета Доминика Цибулкова Динара Сафина          |
| 11 януари           | Мурила Хобарт Интернешънъл 2010 Хобарт, Австралия | Альона Бондаренко                | 6–2, 6–4            | Шахар Пеер                       | Анабел Медина Гаригес Сара Ерани | Жизела Дулко Джън Дзие Кирстен Флипкенс Карла Суарес Наваро           |
| 11 януари           | Мурила Хобарт Интернешънъл 2010 Хобарт, Австралия | Джуан Дзя-жун Квета Пешке        | 3–6, 6–3, [10–7]    | Джан Юн-жан Моника Никулеску     | Анабел Медина Гаригес Сара Ерани | Жизела Дулко Джън Дзие Кирстен Флипкенс Карла Суарес Наваро           |
| 18 януари 25 януари | Аустрелиън Оупън 2010 Мелбърн, Австралия          | Серина Уилямс                    | 6–4, 3–6, 6–2       | Жюстин Енен                      | Ли На Джън Дзие                  | Виктория Азаренка Винъс Уилямс Надя Петрова Мария Кириленко           |
| 18 януари 25 януари | Аустрелиън Оупън 2010 Мелбърн, Австралия          | Серина Уилямс Винъс Уилямс       | 6–4, 6–3            | Кара Блек Лизел Хубер            | Ли На Джън Дзие                  | Виктория Азаренка Винъс Уилямс Надя Петрова Мария Кириленко           |

### Февруари
| Дата        | Турнир                                         | Шампионка                                        | Резултат            | Финалистка                          | Полуфиналистки                     | Четвъртфиналистки                                            |
| ----------- | ---------------------------------------------- | ------------------------------------------------ | ------------------- | ----------------------------------- | ---------------------------------- | ------------------------------------------------------------ |
| 1 февруари  | Фед Къп 2010                                   |                                                  |                     |                                     |                                    |                                                              |
| 8 февруари  | Газ дьо Франс 2010 Париж, Франция              | Елена Дементиева                                 | 6–7(5), 6–1, 6–4    | Луцие Шафаржова                     | Мелани Уден Флавия Пенета          | Андреа Петкович Агнеш Саваи Шахар Пеер Татяна Гарбин         |
| 8 февруари  | Газ дьо Франс 2010 Париж, Франция              | Ивета Бенешова Барбора Захлавова-Стрицова        | отказване           | Кара Блек Лизел Хубер               | Мелани Уден Флавия Пенета          | Андреа Петкович Агнеш Саваи Шахар Пеер Татяна Гарбин         |
| 8 февруари  | Патая Оупън 2010 Патая, Тайланд                | Вера Звонарьова                                  | 6–4, 6–4            | Тамарин Танасугарн                  | Ярослава Шведова Сесил Каратанчева | Зибиле Бамер Татяна Малек Екатерина Бичкова Анна Чакветадзе  |
| 8 февруари  | Патая Оупън 2010 Патая, Тайланд                | Марина Еракович Тамарин Танасугарн               | 7–5, 6–1            | Анна Чакветадзе Ксения Первак       | Ярослава Шведова Сесил Каратанчева | Зибиле Бамер Татяна Малек Екатерина Бичкова Анна Чакветадзе  |
| 15 февруари | Дубай шампионат 2010 Дубай, ОАЕ                | Винъс Уилямс                                     | 6–3, 7–5            | Виктория Азаренка                   | Шахар Пеер Агнешка Радванска       | Ли На Анастасия Павлюченкова Вера Звонарьова Регина Куликова |
| 15 февруари | Дубай шампионат 2010 Дубай, ОАЕ                | Нурия Лагостера Вивес Мария Хосе Мартинес Санчес | 7–6(5), 6–4         | Квета Пешке Катарина Среботник      | Шахар Пеер Агнешка Радванска       | Ли На Анастасия Павлюченкова Вера Звонарьова Регина Куликова |
| 15 февруари | Селюлър Саут Къп 2010 Мемфис, САЩ              | Мария Шарапова                                   | 6–2, 6–1            | София Арвидсон                      | Петра Квитова Ан Кеотавонг         | Елена Балтача Кая Канепи Каролина Шпрем Мелани Уден          |
| 15 февруари | Селюлър Саут Къп 2010 Мемфис, САЩ              | Ваня Кинг Михаела Крайчек                        | 7–5, 6–2            | Бетани Матек Мегън Шонеси           | Петра Квитова Ан Кеотавонг         | Елена Балтача Кая Канепи Каролина Шпрем Мелани Уден          |
| 15 февруари | Копа Колсанитас 2010 Богота, Колумбия          | Мариана Дуке Мариньо                             | 6–4, 6–3            | Анжелик Кербер                      | Жизела Дулко Аранча Пара Сантоня   | Сандра Захлавова Полин Парментие Сара Ерани Клара Закопалова |
| 15 февруари | Копа Колсанитас 2010 Богота, Колумбия          | Жизела Дулко Едина Галовиц                       | 6–2, 7–6(6)         | Олга Савчук Анастасия Якимова       | Жизела Дулко Аранча Пара Сантоня   | Сандра Захлавова Полин Парментие Сара Ерани Клара Закопалова |
| 22 февруари | Абиерто Мехикано Телсел 2010 Акапулко, Мексико | Винъс Уилямс                                     | 2–6, 6–2, 6–3       | Полона Херцог                       | Едина Галовиц Карла Суарес Наваро  | Лаура Поус Тио Шарън Фишман Хисела Дулко Агнеш Саваи         |
| 22 февруари | Абиерто Мехикано Телсел 2010 Акапулко, Мексико | Полона Херцог Барбора Захлавова-Стрицова         | 2–6, 6–1, [10–2]    | Сара Ерани Роберта Винчи            | Едина Галовиц Карла Суарес Наваро  | Лаура Поус Тио Шарън Фишман Хисела Дулко Агнеш Саваи         |
| 22 февруари | Малайзиън Оупън 2010 Куала Лумпур, Малайзия    | Алиса Клейбанова                                 | 6–3, 6–2            | Елена Дементиева                    | Зибиле Бамер Магдалена Рибарикова  | Джан Кай-джън Аюми Морита Анастасия Родионова Шанел Шийпърс  |
| 22 февруари | Малайзиън Оупън 2010 Куала Лумпур, Малайзия    | Джан Юн-жан Джън Дзие                            | 6–7(4), 6–2, [10–7] | Анастасия Родионова Арина Родионова | Зибиле Бамер Магдалена Рибарикова  | Джан Кай-джън Аюми Морита Анастасия Родионова Шанел Шийпърс  |

### Март
| Дата            | Турнир                                 | Шампионка                        | Резултат         | Финалистка                     | Полуфиналистки                         | Четвъртфиналистки                                                      |
| --------------- | -------------------------------------- | -------------------------------- | ---------------- | ------------------------------ | -------------------------------------- | ---------------------------------------------------------------------- |
| 1 март          | Монтерей Оупън 2010 Монтерей, Мексико  | Анастасия Павлюченкова           | 1–6, 6–1, 6–0    | Даниела Хантухова              | Анастасия Севастова Доминика Цибулкова | Ализе Корне Клара Закопалова Агнеш Саваи Ваня Кинг                     |
| 1 март          | Монтерей Оупън 2010 Монтерей, Мексико  | Ивета Бенешова Барбора Захлавова | 3–6, 6–4, [10–8] | Анна-Лена Грьонефелд Ваня Кинг | Анастасия Севастова Доминика Цибулкова | Ализе Корне Клара Закопалова Агнеш Саваи Ваня Кинг                     |
| 8 март 15 март  | БНП Париба Оупън 2010 Индиън Уелс, САЩ | Йелена Янкович                   | 6–2, 6–4         | Каролине Возняцки              | Саманта Стосър Агнешка Радванска       | Алиса Клейбанова Мария Хосе Мартинес Санчес Елена Дементиева Джън Дзие |
| 8 март 15 март  | БНП Париба Оупън 2010 Индиън Уелс, САЩ | Квета Пешке Катарина Среботник   | 6–4, 2–6, [10–5] | Надя Петрова Саманта Стосър    | Саманта Стосър Агнешка Радванска       | Алиса Клейбанова Мария Хосе Мартинес Санчес Елена Дементиева Джън Дзие |
| 22 март 29 март | Сони Ериксон Оупън 2010 Маями, САЩ     | Ким Клейстерс                    | 6–2, 6–1         | Винъс Уилямс                   | Марион Бартоли Жюстин Енен             | Янина Викмайер Агнешка Радванска Саманта Стосър Каролине Возняцки      |
| 22 март 29 март | Сони Ериксон Оупън 2010 Маями, САЩ     | Жизела Дулко Флавия Пенета       | 6–3, 4–6, [10–7] | Надя Петрова Саманта Стосър    | Марион Бартоли Жюстин Енен             | Янина Викмайер Агнешка Радванска Саманта Стосър Каролине Возняцки      |

### Април
| Дата     | Турнир                                                | Шампионка                            | Резултат            | Финалистка                         | Полуфиналистки                        | Четвъртфиналистки                                                      |
| -------- | ----------------------------------------------------- | ------------------------------------ | ------------------- | ---------------------------------- | ------------------------------------- | ---------------------------------------------------------------------- |
| 5 април  | Шампионат на Ем Пи Ес Груп 2010 Понте Ведра Бийч, САЩ | Каролине Возняцки                    | 6–2, 7–5            | Олга Говорцова                     | Елена Веснина Доминика Цибулкова      | Анастасия Павлюченкова Мелани Уден Александра Возняк Варвара Лепченко  |
| 5 април  | Шампионат на Ем Пи Ес Груп 2010 Понте Ведра Бийч, САЩ | Бетани Матек Ян Дзъ                  | 4–6, 6–4, [10–8]    | Джуан Дзя-жун Пън Шуай             | Елена Веснина Доминика Цибулкова      | Анастасия Павлюченкова Мелани Уден Александра Возняк Варвара Лепченко  |
| 5 април  | Андалусия Тенис Експириънс 2010 Марбеля, Испания      | Флавия Пенета                        | 6–2, 4–6, 6–3       | Карла Суарес Наваро                | Мария Хосе Мартинес Санчес Сара Ерани | Виктория Азаренка Татяна Малек Беатрис Гарсия Видагани Симона Халеп    |
| 5 април  | Андалусия Тенис Експириънс 2010 Марбеля, Испания      | Сара Ерани Роберта Винчи             | 6–4, 6–2            | Мария Кондратиева Ярослава Шведова | Мария Хосе Мартинес Санчес Сара Ерани | Виктория Азаренка Татяна Малек Беатрис Гарсия Видагани Симона Халеп    |
| 12 април | Фемили Съркъл Къп 2010 Чарлстън, САЩ                  | Саманта Стосър                       | 6–0, 6–3            | Вера Звонарьова                    | Каролине Возняцки Даниела Хантухова   | Надя Петрова Мелани Уден Пън Шуай Йелена Янкович                       |
| 12 април | Фемили Съркъл Къп 2010 Чарлстън, САЩ                  | Лизел Хубер Надя Петрова             | 6–3, 6–4            | Лизел Хубер Михаела Крайчек        | Каролине Возняцки Даниела Хантухова   | Надя Петрова Мелани Уден Пън Шуай Йелена Янкович                       |
| 12 април | Барселона Лейдис Оупън 2010 Барселона, Испания        | Франческа Скиавоне                   | 6–1, 6–1            | Роберта Винчи                      | Ярослава Шведова Александра Дюлгеру   | Карла Суарес Наваро Ивета Бенешова Аранча Пара Сантонха Тимеа Бачински |
| 12 април | Барселона Лейдис Оупън 2010 Барселона, Испания        | Сара Ерани Роберта Винчи             | 6–1, 3–6, [10–2]    | Тимеа Бачински Татяна Гарбин       | Ярослава Шведова Александра Дюлгеру   | Карла Суарес Наваро Ивета Бенешова Аранча Пара Сантонха Тимеа Бачински |
| 19 април | Фед Къп полуфинали                                    |                                      |                     |                                    |                                       |                                                                        |
| 26 април | Порше Тенис Гран при 2010 Щутгарт, Германия           | Жюстин Енен                          | 6–4, 2–6, 6–1       | Саманта Стосър                     | Анна Лапушченкова Шахар Пеер          | Луцие Шафаржова Ли На Йелена Янкович Динара Сафина                     |
| 26 април | Порше Тенис Гран при 2010 Щутгарт, Германия           | Жизела Дулко Флавия Пенета           | 3–6, 7–6(3), [10–5] | Квета Пешке Катарина Среботник     | Анна Лапушченкова Шахар Пеер          | Луцие Шафаржова Ли На Йелена Янкович Динара Сафина                     |
| 26 април | Гран при на Мароко 2010 Фес, Мароко                   | Ивета Бенешова                       | 6–4, 6–2            | Симона Халеп                       | Ализе Корне Рената Ворачова           | Ан Кеотавонг Лаура Поус Тио Анджелик Кербер Пати Шнидер                |
| 26 април | Гран при на Мароко 2010 Фес, Мароко                   | Ивета Бенешова Анабел Медина Гаригес | 6–3, 6–1            | Луцие Храдецка Рената Ворачова     | Ализе Корне Рената Ворачова           | Ан Кеотавонг Лаура Поус Тио Анджелик Кербер Пати Шнидер                |

### Май
| Дата          | Турнир                                             | Шампионка                           | Резултат         | Финалистка                                       | Полуфиналистки                  | Четвъртфиналистки                                                   |
| ------------- | -------------------------------------------------- | ----------------------------------- | ---------------- | ------------------------------------------------ | ------------------------------- | ------------------------------------------------------------------- |
| 3 май         | Интернационали БНЛ д'Италия 2010 Рим, Италия       | Мария Хосе Мартинес Санчес          | 7–6(5), 7–5      | Йелена Янкович                                   | Серина Уилямс Ана Иванович      | Мария Кириленко Винъс Уилямс Надя Петрова Луцие Шафаржова           |
| 3 май         | Интернационали БНЛ д'Италия 2010 Рим, Италия       | Хисела Дулко Флавия Пенета          | 6–4, 6–2         | Нурия Лагостера Вивес Мария Хосе Мартинес Санчес | Серина Уилямс Ана Иванович      | Мария Кириленко Винъс Уилямс Надя Петрова Луцие Шафаржова           |
| 3 май         | Ещорил Оупън 2010 Ещорил, Португалия               | Анастасия Севастова                 | 6–2, 7–5         | Аранча Пара Сантонха                             | Пън Шуай Сорана Кърстя          | Анастасия Родионова Анабел Медина Гаригес Ярмила Грот Аранча Рус    |
| 3 май         | Ещорил Оупън 2010 Ещорил, Португалия               | Сорана Кърстя Анабел Медина Гаригес | 6–1, 7–5         | Виталия Дяченко Орели Веди                       | Пън Шуай Сорана Кърстя          | Анастасия Родионова Анабел Медина Гаригес Ярмила Грот Аранча Рус    |
| 10 май        | Мутуа Мадриленя Мадрид Оупън 2010 Мадрид, Испания  | Араван Резаи                        | 6–2, 7–5         | Винъс Уилямс                                     | Луцие Шафаржова Шахар Пеер      | Надя Петрова Йелена Янкович Саманта Стосър Ли На                    |
| 10 май        | Мутуа Мадриленя Мадрид Оупън 2010 Мадрид, Испания  | Серена Уилямс Винъс Уилямс          | 6–2, 7–5         | Хисела Дулко Флавия Пенета                       | Луцие Шафаржова Шахар Пеер      | Надя Петрова Йелена Янкович Саманта Стосър Ли На                    |
| 17 май        | Полсат Варшава Оупън 2010 Варшава, Полша           | Александра Дюлгеру                  | 6–3, 6–4         | Джън Дзие                                        | Грета Арн Ли На                 | Каролине Возняцки Альона Бондаренко Сара Ерани Цветана Пиронкова    |
| 17 май        | Полсат Варшава Оупън 2010 Варшава, Полша           | Вирхиния Руано Паскуал Мегън Шонеси | 6–3, 6–4         | Кара Блек Ян Дзъ                                 | Грета Арн Ли На                 | Каролине Возняцки Альона Бондаренко Сара Ерани Цветана Пиронкова    |
| 17 май        | Интернасионо дьо Страсбург 2010 Страсбург, Франция | Мария Шарапова                      | 7–5, 6–1         | Кристина Бароа                                   | Анабел Медина Гаригес Ваня Кинг | Юлия Гьоргес София Арвидсон Анастасия Севастова Анастасия Родионова |
| 17 май        | Интернасионо дьо Страсбург 2010 Страсбург, Франция | Ализе Корне Ваня Кинг               | 3–6, 6–4, [10–7] | Алла Кудрявцева Анастасия Родионова              | Анабел Медина Гаригес Ваня Кинг | Юлия Гьоргес София Арвидсон Анастасия Севастова Анастасия Родионова |
| 24 май 31 май | Ролан Гарос 2010 Париж, Франция                    | Франческа Скиавоне                  | 6–4, 7–6(2)      | Саманта Стосър                                   | Йелена Янкович Елена Дементиева | Серина Уилямс Ярослава Шведова Каролине Возняцки Надя Петрова       |
| 24 май 31 май | Ролан Гарос 2010 Париж, Франция                    | Серина Уилямс                       | 6–2, 6–3         | Квета Пешке Катарина Среботник                   | Йелена Янкович Елена Дементиева | Серина Уилямс Ярослава Шведова Каролине Возняцки Надя Петрова       |

### Юни
| Дата          | Турнир                                           | Шампионка | Резултат | Финалистка | Полуфиналистки | Четвъртфиналистки |
| ------------- | ------------------------------------------------ | --------- | -------- | ---------- | -------------- | ----------------- |
| 7 юни         | АЕГОН Класик 2010 Бирмингам, Великобритания      |           |          |            |                |                   |
| 7 юни         | АЕГОН Класик 2010 Бирмингам, Великобритания      |           |          |            |                |                   |
| 14 юни        | АЕГОН Интернешънъл 2010 Ийстбърн, Великобритания |           |          |            |                |                   |
| 14 юни        | АЕГОН Интернешънъл 2010 Ийстбърн, Великобритания |           |          |            |                |                   |
| 14 юни        | УНИЦЕФ Оупън 2010 Хертогенбош, Холандия          |           |          |            |                |                   |
| 14 юни        |                                                  |           |          |            |                |                   |
| 21 юни 28 юни | Уимбълдън 2010 Лондон, Великобритания            |           |          |            |                |                   |
| 21 юни 28 юни | Уимбълдън 2010 Лондон, Великобритания            |           |          |            |                |                   |